# M 10 (Ukraine)
Die M 10 ist eine 69 km lange Fernstraße von „internationaler Bedeutung“ in der Ukraine. Sie führt von Lemberg in westlicher Richtung zur polnisch-ukrainischen Grenze bei Krakowez. Ihre Fortsetzung auf polnischer Seite bildet die Autostrada A4 (Polen). Vor 1991 hatte sie im sowjetischen Fernstraßennetz die Bezeichnung A 267. Neben der M 11 gilt sie als Teil der Europastraße 40.
Entlang der Fernstraße M10 ist eine Autobahn in Planung, die an die polnische Autostrada A4 anschließen und bis Lemberg verlaufen wird. Ihre Fertigstellung war zunächst für April 2012 geplant, das Bauvorhaben wurde dann aber aus Geldmangel auf die Zeit nach der EM 2012 verschoben. Stattdessen wurde zur EM 2012 die bestehende M10 instand gesetzt.

## Geschichte
Diese Strecke gehörte bis 1918 zum österreichischen Kronland Galizien und trug die Bezeichnung Krakauer Reichsstraße. Sie war eine wichtige Ost-West-Verbindung innerhalb des Habsburger Reiches und wurde aufgrund ihrer großen strategischen Bedeutung ab 1779 unter der Regierung von Joseph II.  zur Chaussee ausgebaut. Innerhalb von zehn Jahren war der Straßenbau von Schlesien bis zur russischen Grenze bei Brody vollendet. In den Anfangsjahren wurden Soldaten und bezahlte Arbeiter für den Straßenbau genutzt, danach kamen die Anwohner durch Fronarbeit zum Einsatz.
Diese Straße lag zwischen 1918 und 1939 auf dem Territorium der Zweiten Polnischen Republik und wurde durch das polnische Straßengesetz vom 10. Dezember 1920 zur Staatsstraße (droga państwowa) erklärt.